# Progressive Labour Party
Progressive Labour Party (PLP) är ett politiskt parti i Australien. Partiet är ett brett vänsterparti grundat av avhoppare från Australian Labour Party (ALP) 1996. Grundarna av PLP anser ALP ha gått för långt högerut och förlorat sin förankring hos arbetarklassen. Partiet har ställt upp till val för senaten i New South Wales och Western Australia fick flera platser i representanthuset i 2004 års federala val.